# Cieszygor
Cieszygor (lub Cieszygór) – staropolskie imię męskie. Składa się z członu Cieszy- („cieszyć się”) i -gor („goreć, palić się"). Mogło oznaczać „tego, który cieszy się ogniem”.
Cieszygor imieniny obchodzi 3 kwietnia.